# Colobothea pimplaea
Colobothea pimplaea es una especie de escarabajo longicornio del género Colobothea, categorizada en la tribu Colobotheini, de la subfamilia Lamiinae. Fue descrita por Bates en 1865.

## Descripción
Mide 9,54-10,6 mm de longitud.

## Distribución
Se distribuye por Brasil, Guayana Francesa y Perú.